# Jetstar Airways

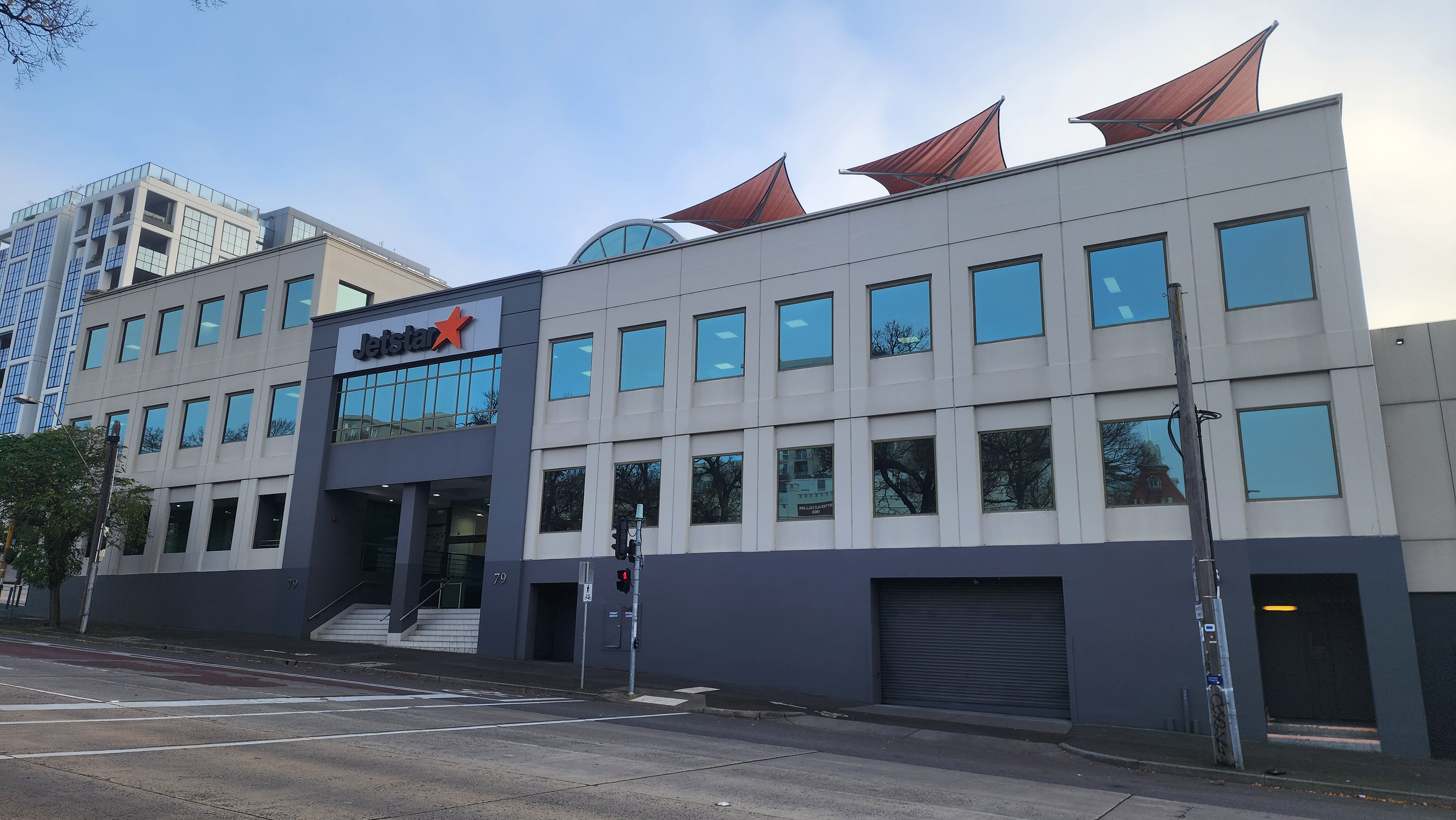
Sede della Jetstar a Collingwood.

Jetstar Airways è una compagnia aerea australiana low-cost che effettua rotte nazionali, internazionali e alcune intercontinentali. È di proprietà del gruppo Qantas.

## Storia
La compagnia aerea è stata fondata da Qantas nel 2003 come sussidiaria domestica a basso costo, sotto l'allora CEO Bruce Buchanan. Qantas aveva precedentemente acquisito Impulse Airlines il 20 novembre 2001 e l'aveva gestita con il marchio QantasLink, ma in seguito alla decisione di lanciare un vettore a basso costo, ha deciso di rilanciare la compagnia aerea sotto il marchio Jetstar. I servizi passeggeri nazionali sono iniziati il 25 maggio 2004, subito dopo la vendita dei biglietti per il suo volo inaugurale nel febbraio 2004. I servizi internazionali per Christchurch, Nuova Zelanda, sono iniziati il 1º dicembre 2005. Sebbene di proprietà di Qantas, la sua gestione opera in gran parte indipendente da Qantas attraverso la compagnia precedentemente nota come Impulse Airlines.
Originariamente, la compagnia aerea aveva sede presso l'aeroporto di Avalon, vicino a Melbourne, e ha iniziato a volare dall'aeroporto di Avalon a metà del 2004, ma da allora ha trasferito la sua sede legale al CBD di Melbourne.
I posti riservati sono attualmente forniti su tutte le rotte e il 4 ottobre 2006 Jetstar è diventata la prima compagnia aerea australiana a consentire ai clienti di selezionare il proprio posto al momento della prenotazione. La compagnia aerea gemella Jetstar Asia Airways ha iniziato a operare dal suo hub di Singapore il 13 dicembre 2004. Ciò ha segnato l'ingresso di Qantas nel mercato asiatico a basso costo e ha significato la sua intenzione di combattere il principale concorrente Singapore Airlines sul suo terreno di casa. Qantas detiene una partecipazione del 49% nella proprietà di Jetstar Asia.
Il 1º dicembre 2005, Jetstar ha iniziato le operazioni da Sydney, Melbourne, Brisbane e la Gold Coast verso Christchurch in Nuova Zelanda.
Nel luglio 2006, Jetstar Airways e Jetstar Asia sono state riunite sotto il marchio "Jetstar". Le prenotazioni online per entrambi i vettori sono state integrate in Jetstar.com.
Nel luglio 2007, Qantas ha acquisito una partecipazione del 18% nella Pacific Airlines del Vietnam, per aumentare al 30% entro il 2010. La compagnia aerea è stata rilanciata il 23 maggio 2008 come Jetstar Pacific.
Il 1º agosto 2008, Jetstar ha annunciato di aver firmato un accordo con il governo del Territorio del Nord per rendere l'aeroporto Internazionale di Darwin un hub internazionale con piani per sette aeromobili lì basati. In base all'accordo, Jetstar avrebbe dovuto posizionare tre aeromobili a Darwin entro giugno 2009, con altri quattro entro giugno 2012, e il governo del Territorio del Nord che avrebbe fornito 5 milioni di dollari per l'allestimento dell'hub e altri 3 milioni di dollari per la promozione dei nuovi percorsi. Nel dicembre 2013, Jetstar ha annunciato che avrebbe chiuso la base di Darwin nel maggio 2014 e riposizionato gli aerei ad Adelaide. La chiusura della base è stata attribuita a misure di riduzione dei costi da parte della società madre Qantas, nonché all'aumento della concorrenza derivante dalla reintroduzione di voli da parte di vettori asiatici nell'aeroporto di Darwin.
Il 28 aprile 2009, Jetstar ha iniziato i servizi diretti giornalieri da Auckland alla Gold Coast e Sydney. Il 10 giugno 2009 sono stati inaugurati i voli nazionali in Nuova Zelanda tra Auckland, Wellington, Christchurch e Queenstown utilizzando Airbus A320; i servizi per Dunedin iniziarono più tardi. Jetstar ha sostituito Jetconnect, sussidiaria di Qantas, su queste rotte.
Dal 1º febbraio 2011, Jetstar ha avviato la sua collaborazione con l'alleanza oneworld, consentendo alle persone che prenotano un itinerario con un membro di oneworld di includere un volo con Jetstar nell'itinerario. Tuttavia, il volo deve essere venduto tramite Qantas, società madre di Jetstar, con un numero di volo QF.
Nell'agosto 2011, la società madre di Jetstar, Qantas, ha annunciato che avrebbe creato una nuova compagnia aerea chiamata Jetstar Japan, una joint venture di Jetstar, Japan Airlines e Mitsubishi. La compagnia aerea avrebbe dovuto iniziare a operare nel dicembre 2012, ma poi è stata lanciata prima del previsto il 3 luglio 2012.
Nel marzo 2012 è stata annunciata un'altra compagnia aerea asiatica con il marchio Jetstar, Jetstar Hong Kong, una partnership strategica tra Qantas e China Eastern Airlines, che avrebbe dovuto iniziare le operazioni nel 2013. Sebbene avesse preso in consegna gli aerei, Jetstar Hong Kong non ha mai iniziato le operazioni a causa di una domanda di licenza revocata.
Nel novembre 2013, Jetstar ha trasferito la sua sede centrale dal CBD di Melbourne al sobborgo di Collingwood. Nel febbraio 2014 ha firmato un accordo di codeshare con Emirates come continuazione dell'accordo tra Emirates e Qantas.
A metà del 2014, l'Australian Competition and Consumer Commission (ACCC) ha intrapreso un'azione legale contro Jetstar e la concorrente Virgin Australia per la pratica del drip pricing. Nel novembre 2015, la Corte federale d'Australia ha stabilito che le affermazioni dell'ACCC secondo cui le due compagnie aeree si sarebbero impegnate in una condotta fuorviante e ingannevole applicando prezzi a goccia erano state dimostrate. Nel settembre 2022, il gruppo Qantas ha nominato Stephanie Tully nuovo CEO di Jetstar.

### Operazioni in Nuova Zelanda
Nel giugno 2015, Jetstar ha annunciato che avrebbe avviato servizi regionali in Nuova Zelanda, a partire da dicembre 2015. I nuovi servizi sarebbero stati effettuati da cinque Bombardier Dash 8 operati dalla Eastern Australia Airlines, una delle compagnie aeree regionali sussidiarie di Qantas, sotto il marchio Jetstar. Inizialmente sarebbero state servite almeno quattro nuove destinazioni, con Hamilton, Rotorua, New Plymouth, Napier, Palmerston North, Nelson e Invercargill citate come città prese in considerazione. Il 31 agosto 2015, Jetstar ha annunciato di aver selezionato i primi quattro centri regionali che avrebbe servito all'inizio delle operazioni il 1º dicembre; questi erano Napier, Nelson, New Plymouth e Palmerston North. Tutte e quattro le città avevano servizi per Auckland; Nelson aveva anche servizi diretti a Wellington.
Jetstar ha annunciato nel novembre 2019 che avrebbe interrotto tutte le sue rotte regionali in Nuova Zelanda perché le rotte erano in perdita.
A metà marzo 2020, Jetstar ha sospeso le operazioni in Nuova Zelanda in risposta alla pandemia globale di COVID-19. Il 15 agosto sono state sospese le sue operazioni domestiche in Nuova Zelanda dopo che il governo aveva implementato le regole di distanziamento sociale in risposta a un secondo focolaio ad Auckland quel mese. La compagnia aerea ha suscitato critiche dopo aver rifiutato di offrire rimborsi in contanti ai passeggeri i cui voli erano stati interessati dalle cancellazioni, offrendo invece buoni di viaggio o cambi di date.
A metà settembre 2020, Jetstar ha annunciato che avrebbe ripreso i voli nazionali in Nuova Zelanda dopo che il governo neozelandese aveva eliminato i requisiti di distanza fisica sugli aerei.

## Il gruppo Jetstar
Oltre a possedere il 100% di Jetstar Airways in Australia (che opera anche in Nuova Zelanda), il Gruppo Qantas possiede diverse partecipazioni in altre compagnie aeree a marchio Jetstar nella regione Asia-Pacifico. Queste compagnie aeree rappresentano una strategia per fornire una migliore crescita per il gruppo Qantas accedendo al mercato intra-asiatico.
Qantas collabora con investitori locali sia come mezzo per superare le restrizioni sulla proprietà straniera o sui diritti di traffico sia per mantenere le iniziative "a basso capitale", vale a dire ridurre l'investimento richiesto da Qantas e mantenere beni come gli aeromobili fuori dal bilancio della compagnia principale. Dal 2008 al 2020, il Gruppo era composto anche da Jetstar Pacific, una filiale vietnamita anch'essa di proprietà di Vietnam Airlines (quasi il 70%). Tuttavia, da luglio 2020, questo vettore ha lasciato il gruppo Jetstar ed è stato rinominato in Pacific Airlines.
Nel gruppo, oltre a Jetstar Airways, sono presenti:
- Jetstar Asia Airways, basata a Singapore, le cui quote sono suddivise in: Qantas - 49%, Westbrook Investments - 51%;
- Jetstar Japan, basata in Giappone, le cui quote sono suddivise in: Qantas - 33,3%, Japan Airlines - 33,3%, Century Tokyo Leasing Corporation - 16,7%, Mitsubishi Corporation - 16,7%.

## Servizi

### Business class
Jetstar offre Business Class sui suoi Boeing 787-8. La cabina di Business Class è dotata di 21 sedili di classe premium in pelle in una configurazione 2-3-2, simile alla Business Class domestica di Qantas o alla classe premium economy internazionale di Qantas. Il servizio include pasti e le bevande, l'intrattenimento a bordo e una franchigia bagaglio maggiorata di 30 kg. Le tariffe Business Max includono anche l'accesso alla lounge Qantas Club, ove disponibile, e l'accumulo di punti Qantas Frequent Flyer.

### Economy class
Jetstar offre pasti pre-acquistati o un servizio a bordo attraverso cui è possibile ordinare cibo e bevande.

### Intrattenimento in volo
La compagnia aerea ha una rivista di bordo dal nome omonimo. Nel novembre 2011, Jetstar è diventata la prima compagnia aerea a offrire ai passeggeri iPad da utilizzare come dispositivi di intrattenimento in volo. Le unità, che sono precaricate con film, giochi e riviste, sono fornite sui voli di durata superiore a due ore e sono disponibili a pagamento in Economy Class ma sono gratuite nella cabina della Business Class internazionale, anche se alcuni aerei dispongono di intrattenimento tramite schermi applicati ai sedili.
I Boeing 787 di Jetstar sono dotati di schermi di intrattenimento on-demand da 10 pollici con schienale in business class e schermi da 9 pollici in classe economica.

## Flotta

### Flotta attuale

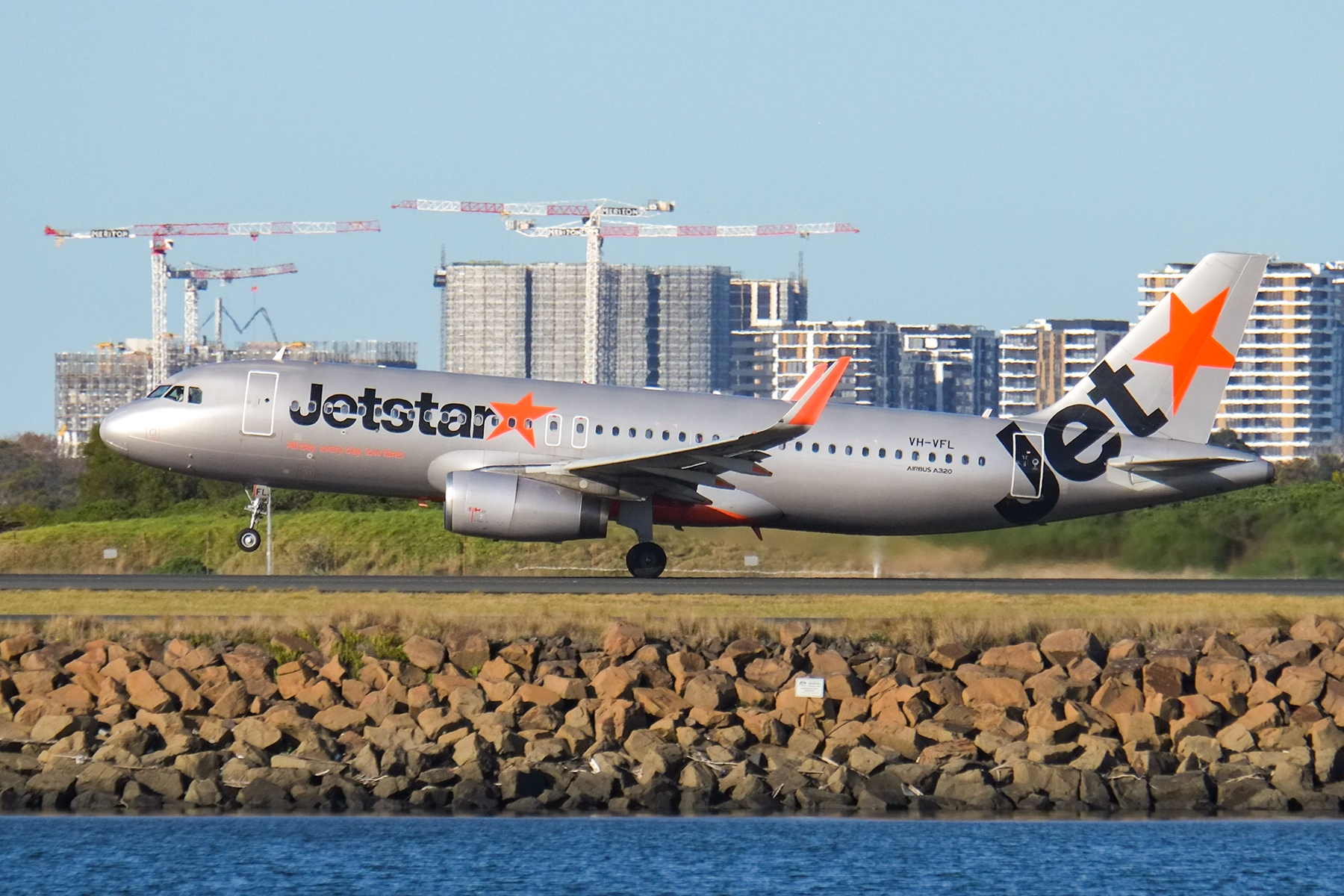
Un Airbus A320-232.

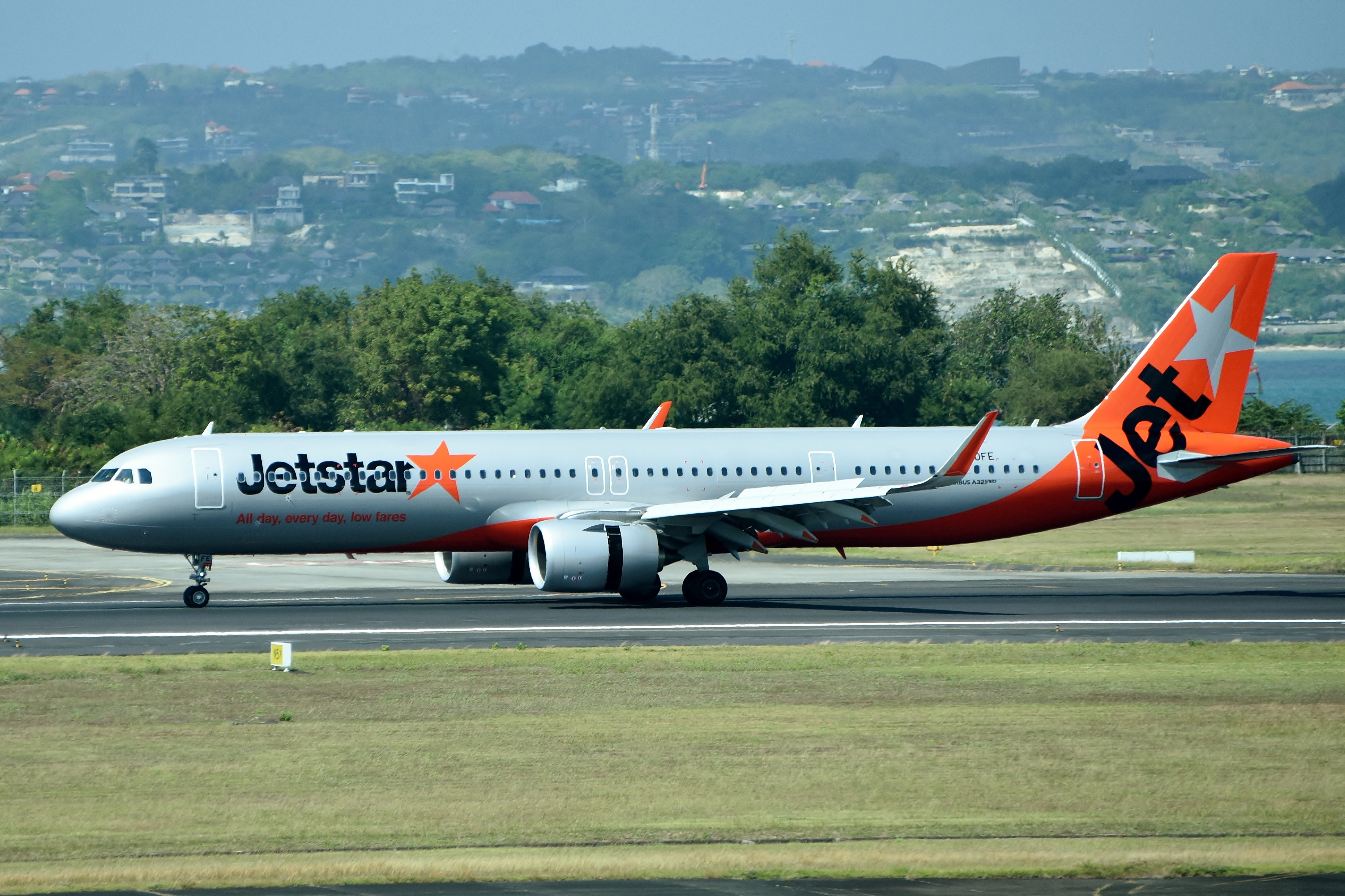
Un Airbus A321neo LR.

Ad aprile 2024 la flotta di Jetstar Airways è così composta:

### Flotta storica

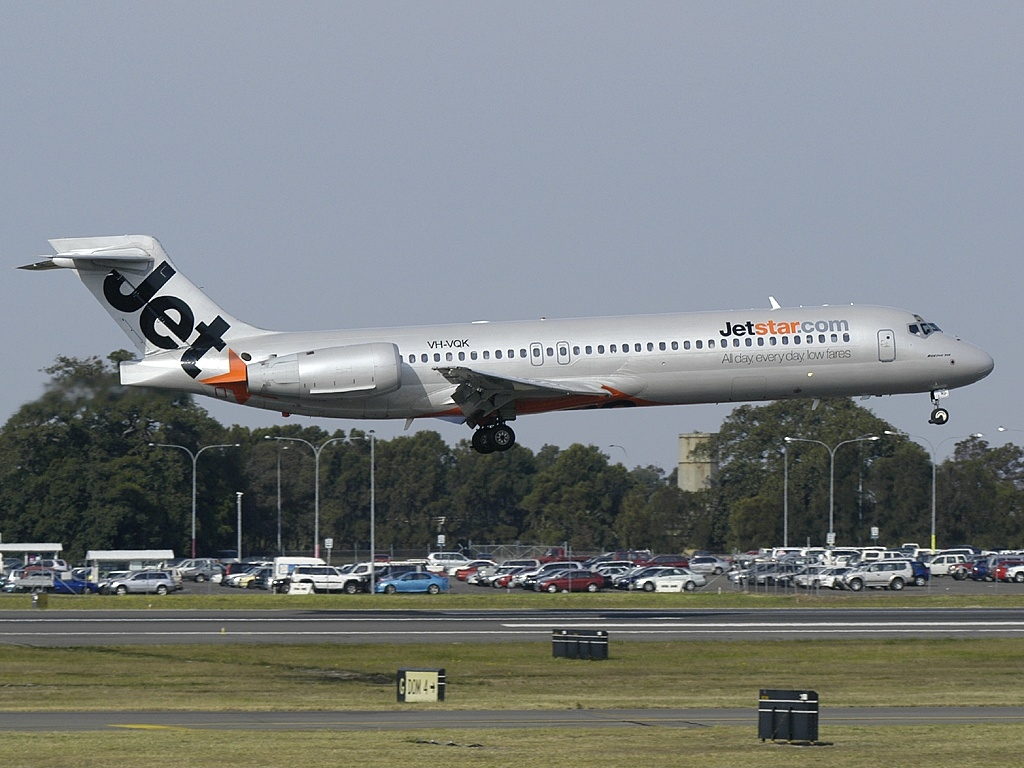
Un Boeing 717.

Jetstar Airways operava in precedenza con i seguenti aeromobili: